# Concorso ippico
Concorso ippico (The Steeple Chase) è un cortometraggio animato del 1933 della serie Mickey Mouse diretto da Burt Gillett e prodotto dalla Walt Disney Productions; uscì negli USA il 30 settembre 1933.

## Trama
Topolino è un fantino e gareggia in un percorso ad ostacoli su un cavallo chiamato Thunderbolt. Il proprietario del cavallo, il colonnello, ha scommesso tutto quello che aveva sulla sua vittoria. Ma una volta al blocco di partenza, lo stalliere sbaglia colpendo il cavallo, rendendolo incapace di correre. In preda alla disperazione, Topolino noleggia un costume da cavallo, cerca di recuperare ma rimane bloccato in una siepe. Fortunatamente, le api hanno punto Thunderbolt e questo lo porta alla vittoria.

## In altre lingue
- La carrera de obstáculos
- Våga, vinn hästen min